# ごんたくれ (漫画)
『ごんたくれ』は、原作：西田俊也、作画：木山道明による日本の漫画作品。『週刊ヤングサンデー』（小学館）にて1994年1号から1995年5号まで連載された。同誌の「漫画元年新連載攻勢第1弾」として連載が開始された作品である。1995年にお笑いコンビの雨上がり決死隊主演で実写映画（オリジナルビデオ）化された。
吉本総合芸能学院を舞台とした西田俊也著の小説『オオサカンドリーム』を原案に、西田自身が漫画原作用にエピソードなどを書き下ろしている。

## あらすじ
暴力団「新道組」の三代目・新道ユウは、暴力団対策法により生活苦に陥る。そんなある日、若手芸人に群がるファンの姿を目撃したユウは、舎弟の田中を無理矢理引き連れ、お笑いのスターを目指してモトヨシの漫才学校に入学する。

## 書誌情報
- 西田俊也（原作）・木山道明（作画）『ごんたくれ』小学館〈ヤングサンデーコミックス〉、全3巻
  1. 「ウンメーの別れ道」1994年7月発売、ISBN 4-09-151551-7
  2. 「完全無欠の天然ボケ」1994年12月発売、ISBN 4-09-151552-5
  3. 「オオサカンドリーム」1995年4月発売、ISBN 4-09-151553-3

## オリジナルビデオ
漫画を原作として1995年に製作された日本映画。劇場では公開されず、1995年4月28日にVHSが発売された。2013年にはDVD化された。
出演中心人物は、全員吉本印天然素材のメンバー。主人公のユウとその相方の田中を雨上がり決死隊のふたりが演じた。原作では千原兄弟をモデルとした千河兄弟が登場したが、オリジナルビデオ化にあたって藤原兄弟と改変され、FUJIWARAが演じることとなった。これは千原兄弟が天然素材メンバーでなかったためである。

### 出演
- 雨上がり決死隊
  - 宮迫博之
  - 蛍原徹
- チュパチャップス
  - 星田英利
  - 宮川大輔
- FUJIWARA
  - 原西孝幸
  - 藤本敏史
- へびいちご
  - 高橋智
  - 島川学
- ナインティナイン
  - 岡村隆史
  - 矢部浩之
- 伊藤美紀
- 網浜直子
- トミーズ
- Mr.オクレ
- 池乃めだか
- 島木譲二
- 島田珠代

### スタッフ
- 監督：北畑泰啓
- 脚本：橋本以蔵
- 題字：三代目魚武濱田成夫
- 製作：ケイエスエス